# Алёшин, Михаил Петрович
Михаи́л Петро́вич Алёшин (22 мая 1987, Москва, СССР) — российский автогонщик, чемпион Мировой серии Рено 3.5 2010 года. В 2014—2017 годах — пилот американской гоночной серии IndyCar. Пять раз участвовал в гонке 24 часа Ле-Мана (2015—2019), лучшее достижение — третье место в 2019 году.

## Карьера
Алёшин выступал в картинге с 1996 по 2003 (чемпион России (1998, 1999, 2000), чемпион Скандинавии (2002)). С 2003 принимает участие в различных международных сериях с открытыми колёсами. 14 апреля 2007 года стал первым российским пилотом, кто смог выиграть гонку в международной серии, одержал победу на первом этапе сезона Мировой серии Рено в Монце. Позднее заменил травмированного Михаэля Аммермюллера в команде ART Grand Prix на втором этапе сезона 2007 GP2, став первым россиянином, заработавшим очки в этой серии. Алёшин остался в Мировой серии в 2008 году, добившись там пятого места.
В июле 2008 года впервые сел за руль действующей боевой машины Red Bull Формулы-1 в качестве тренировки перед участием в автошоу Moscow City Racing.
Присоединился к серии ФИА Формула-2 в 2009 году и, заняв 3 итоговое место, стал первым российским гонщиком, заработавшим право на получение Суперлицензии Формулы 1. В 2010 году вернулся в Мировую серию Рено 3,5, где выступил за команду Carlin Motorsport и завоевал первый для России чемпионский титул в международной кольцевой серии.
В 2010 году принял участие в тестах Формулы-1 в Абу-Даби в составе команды Renault F1.
В 2011 году Михаил Алёшин должен был выступать в основном чемпионате Серии GP2, а также в азиатской серии GP2 Asia, в составе британской команды Carlin Motorsport. Однако, из-за проблем с основным спонсором выступление не состоялось. Но его пригласила российская команда «Артлайн» для участия в немецкой Формуле-3 в зачете Trophy на болиде Arttech F24 Mercedes. Также в сезоне 2011 Алёшин выступал в Мировой серии «Рено» за команду KMP и в Формуле «Суперлига» за команду России.
В 2014 году стал первым российским пилотом в американской серии «Индикар» в составе команды Schmidt Peterson Motorsports при поддержке SMP Racing. В гонке «500 миль Индианаполиса» стартовав 15-м, финишировал 21-м, пролидировав один, 32-й круг. 29 июня во второй гонке Гран-при Хьюстона занял второе место. 30 августа 2014 года попал в тяжелую аварию перед последним этапом сезона в Фонтане. Алешин был доставлен в местную больницу, где врачи диагностировали у него сотрясение мозга, перелом ребер, перелом правой ключицы и травму грудной клетки. С 372 очками занял в чемпионате 16 место и уступил звание лучшего новичка сезона Карлосу Муньосу (8 место в чемпионате).
В 2015 году из-за санкций, наложенных на своего главного спонсора, «СМП банк», принял участие только в последней гонке сезона — на Гран-при Сономы занял 10 место. В Европейской серии Ле-Ман в классе LMP2 вместе с Кириллом Ладыгиным занял пятое место, а в гонке 24 часа Ле-Мана с третьим пилотом Антоном Ладыгиным — 13 место в классе LMP2 и 33 в общем зачёте.
В 2016 году при поддержке SMP Racing вернулся в команду «Индикар» Schmidt Peterson Motorsports. 29 мая в гонке «500 миль Индианаполиса» стартовал седьмым, но на 115-м круге из-за поломки задней подвески врезался в стену. После длительной починки болид вернулся на трассу, а Алёшин был классифицирован 27-м. 31 июля на 12 этапе на трассе Мид-Огайо Алёшин лидировал на протяжении большей части гонки, но из-за ошибки команды допустил столкновение с Джозефом Ньюгарденом на пит-стопе и финишировал лишь 17-м. На следующем этапе на Поконо Рейсвей впервые завоевал поул-позицию и 22 августа, пролидировав на протяжении 87 кругов из 200, занял второе место, которое стало лучшим для Алёшина в гонках на овале. Набрав 347 очков, занял 15 место в чемпионате. В октябре владелец Schmidt Peterson Motorsports Сэм Шмидт заявил, что команда договорилась с Алёшиным о контракте на следующий сезон и находится в поиске спонсоров, способных обеспечить заключение сделки.
Сезон 2017 начал в серии IndyCar в команде Schmidt Peterson Motorsports, но в связи слабыми результатами в первой половине сезона был отстранён от гонки в Торонто, вернулся на гонку в Мид-Огайо, но пропустил остаток сезона. Принимал участие в работе над спортпрототипом BR1 категории LMP1 российской компании BR Engineering совместно с итальянской Dallara.
Помимо формульных серий имеет опыт выступления в марафонских гонках. С 2013 по 2016 год он принял участие в таких сериях, как Blancpain Endurance Series, European Le Mans Series, FIA World Endurance Championship, а также в суточных марафонах «24 часа Ле Мана» и «24 часа Дейтоны», где в 2016 году стал обладателем поул-позиции.

## Результаты выступлений

### Гоночная карьера

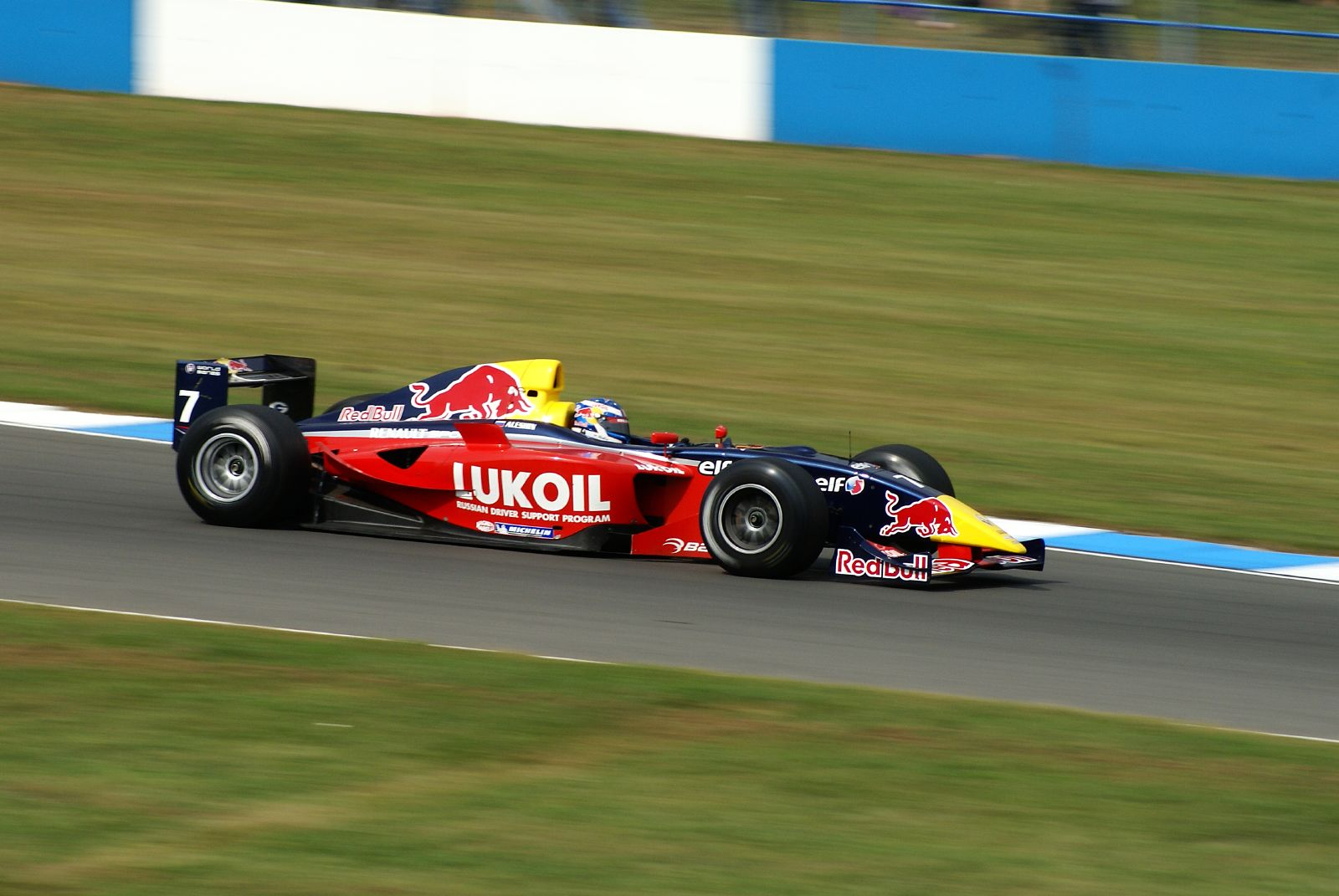
Алёшин управляет болидом Carlin Motorsport на этапе в Донингтон Парке сезона 2007 Мировой серии Рено.

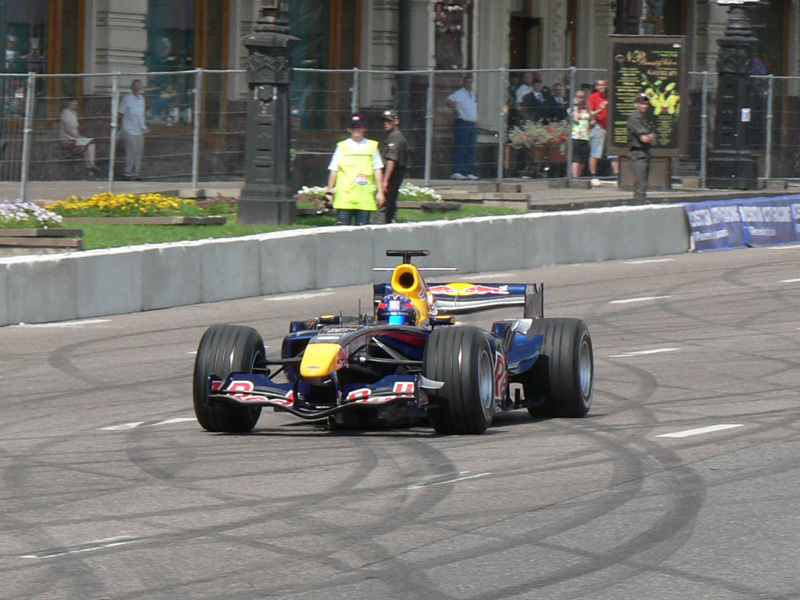
Михаил Алешин за рулем машины Формулы-1 в Москве, шоу Moscow City Racing 2008

| Год     | Серия                             | Команда                                                      | Гонки | Победы | Поулы | Подиумы | Очки | Место |
| ------- | --------------------------------- | ------------------------------------------------------------ | ----- | ------ | ----- | ------- | ---- | ----- |
| 2003    | Формула-Рено 2000 Германия        | JD Motorsport                                                | 14    | 0      | 0     | 0       | 99   | 12    |
| 2003    | Формула-Рено 2000 Мастерс         | JD Motorsport                                                | 8     | 0      | 0     | 0       | 0    | —     |
| 2004    | Формула-Рено 2000 Германия        | Lukoil Racing Team                                           | 14    | 0      | 2     | 3       | 185  | 5     |
| 2004    | Формула-Рено 2000 Еврокубок       | Lukoil Racing Team                                           | 16    | 0      | 0     | 0       | 26   | 17    |
| 2005    | Еврокубок Формулы-Рено 2.0        | Lukoil Racing Team                                           | 10    | 0      | 0     | 0       | 3    | 30    |
| 2005    | Формула-Рено 2000 Германия        | Lukoil Racing Team                                           | 16    | 1      | 1     | 7       | 274  | 2     |
| 2005-06 | А1 Гран-при                       | Россия                                                       | 2     | 0      | 0     | 0       | 0    | —     |
| 2006    | Мировая серия Рено                | Carlin Motorsport                                            | 17    | 0      | 1     | 1       | 41   | 11    |
| 2007    | Мировая серия Рено                | Carlin Motorsport                                            | 16    | 1      | 1     | 1       | 44   | 13    |
| 2007    | GP2                               | ART Grand Prix                                               | 4     | 0      | 0     | 0       | 3    | 25    |
| 2008    | Мировая серия Рено                | Carlin Motorsport                                            | 17    | 0      | 0     | 3       | 73   | 5     |
| 2009    | ФИА Формула-2                     | Red Bull-Lukoil                                              | 16    | 1      | 1     | 5       | 59   | 3     |
| 2010    | Мировая серия Рено                | Carlin Motorsport                                            | 17    | 3      | 1     | 8       | 138  | 1     |
| 2011    | GP2                               | Carlin Motorsport                                            | 0     | 0      | 0     | 0       | 0    | 0     |
| 2011    | GP2 Asia                          | Carlin Motorsport                                            | 0     | 0      | 0     | 0       | 0    | 0     |
| 2011    | Немецкая Формула-3                | Stromos ArtLine                                              | 8     | 0      | 0     | 0       | 3    | 18    |
| 2011    | German Formula Three — Trophy     | Stromos ArtLine                                              | 8     | 7      | 8     | 7       | 70   | 3     |
| 2011    | Суперлига Формула                 | Russia                                                       | 3     | 0      | 0     | 1       | 56   | 12    |
| 2011    | Мировая серия Рено                | KMP Racing                                                   | 2     | 0      | 0     | 0       | 4    | 28    |
| 2012    | Мировая серия Рено                | Team RFR                                                     | 17    | 0      | 1     | 1       | 46   | 13    |
| 2013    | Мировая серия Рено                | Tech 1 Racing                                                | 17    | 0      | 0     | 0       | 33   | 12    |
| 2013    | Blancpain Endurance Series        | SMP Racing                                                   | 4     | 0      | 0     | 1       | 7    | 29    |
| 2014    | IndyCar                           | Schmidt Peterson Hamilton Motorsports совместно с SMP Racing | 17    | 0      | 0     | 1       | 372  | 16    |
| 2015    | IndyCar                           | Schmidt Peterson Motorsports совместно с SMP Racing          | 1     | 0      | 0     | 0       | 40   | 33    |
| 2016    | IndyCar                           | Schmidt Peterson Motorsports совместно с SMP Racing          | 12    | 0      | 1     | 1       | 243  | 16    |
| 2017    | IndyCar                           | Schmidt Peterson Motorsports совместно с SMP Racing          | 12    | 0      | 0     | 0       | 237  | 19    |
| 2018    | Blancpain GT Series Endurance Cup | SMP Racing                                                   | 5     | 0      | 1     | 1       | 23   | 20    |
| 2018/19 | FIA World Endurance Championship  | SMP Racing                                                   | 8     | 0      | 0     | 4       | 94   | 4     |
| 2019    | Blancpain GT Series Endurance Cup | SMP Racing                                                   | 5     | 1      | 0     | 2       | 73   | 2     |

### Результаты выступлений в серии GP2
| Легенда к таблице |                                                                    |
| --- | ------------------------------------------------------------------ |
| В таблице перечислены результаты всех гонок, в которых принимал участие гонщик. Строками таблицы являются сезоны, столбцами — этапы соревнований. В каждой клетке указаны сокращённое название этапа и результат, дополнительно обозначенный цветом. Расшифровка обозначений и цветов представлена в нижеследующей таблице. |                                                                    |
| \| Пример \| Описание \| \| ------------ \| ------------------------------------------------------------------ \| \| 1 \| Победитель \| \| 2 \| Второе место \| \| 3 \| Третье место \| \| 5 \| Финишировал, заработав очки \| \| Сход \| Не финишировал, но при этом заработал очки \| \| 12 \| Финишировал, не получив очков \| \| НКЛ \| Финишировал, но не попал в финальную классификацию \| \| 15 \| Участвовал вне зачёта, либо по отдельной классификации \| \| 18 \| Не финишировал, но попал в финальную классификацию \| \| Сход \| Не финишировал \| \| НКВ \| Не прошёл квалификацию \| \| НПКВ \| Не прошёл предквалификацию \| \| ДСК \| Дисквалифицирован \| \| ИСК \| Исключён из протокола соревнований \| \| ТТ \| Заявлен для участия только в тренировках \| \| НС \| Участвовал в квалификации, но не стартовал в гонке \| \| Т \| Травмирован или болен \| \| ОТК \| Отказ от участия \| \| НТР \| Прибыл на соревнования, но на трассу не выезжал \| \| НПР \| Был заявлен в числе участников, но не прибыл к началу соревнований \| \| О \| Соревнования отменены \| \| \| Не участвовал \| \| Поул-позиция \| \| \| Быстрый круг \| \| |                                                                    |
| Пример | Описание                                                           |
| 1 | Победитель                                                         |
| 2 | Второе место                                                       |
| 3 | Третье место                                                       |
| 5 | Финишировал, заработав очки                                        |
| Сход | Не финишировал, но при этом заработал очки                         |
| 12 | Финишировал, не получив очков                                      |
| НКЛ | Финишировал, но не попал в финальную классификацию                 |
| 15 | Участвовал вне зачёта, либо по отдельной классификации             |
| 18 | Не финишировал, но попал в финальную классификацию                 |
| Сход | Не финишировал                                                     |
| НКВ | Не прошёл квалификацию                                             |
| НПКВ | Не прошёл предквалификацию                                         |
| ДСК | Дисквалифицирован                                                  |
| ИСК | Исключён из протокола соревнований                                 |
| ТТ | Заявлен для участия только в тренировках                           |
| НС | Участвовал в квалификации, но не стартовал в гонке                 |
| Т | Травмирован или болен                                              |
| ОТК | Отказ от участия                                                   |
| НТР | Прибыл на соревнования, но на трассу не выезжал                    |
| НПР | Был заявлен в числе участников, но не прибыл к началу соревнований |
| О | Соревнования отменены                                              |
| | Не участвовал                                                      |
| Поул-позиция |                                                                    |
| Быстрый круг |                                                                    |

| Год  | Команда        | 1     | 2     | 3       | 4          | 5     | 6     | 7     | 8     | 9     | 10    | 11    | 12    | 13    | 14    | 15    | 16    | 17    | 18    | 19    | 20      | 21       | Место | Очки |
| ---- | -------------- | ----- | ----- | ------- | ---------- | ----- | ----- | ----- | ----- | ----- | ----- | ----- | ----- | ----- | ----- | ----- | ----- | ----- | ----- | ----- | ------- | -------- | ----- | ---- |
| 2007 | ART Grand Prix | БАХ 1 | БАХ 2 | ИСП 1 6 | ИСП 2 Сход | МОН 1 | ФРА 1 | ФРА 2 | ВЕЛ 1 | ВЕЛ 2 | ЕВР 1 | ЕВР 2 | ВЕН 1 | ВЕН 2 | ТУЦ 1 | ТУЦ 2 | ИТА 1 | ИТА 2 | БЕЛ 1 | БЕЛ 2 | ВАЛ 1 9 | ВАЛ 2 20 | 25    | 3    |

### Результаты выступлений в Формуле-2
| Легенда к таблице |                                                                    |
| --- | ------------------------------------------------------------------ |
| В таблице перечислены результаты всех гонок, в которых принимал участие гонщик. Строками таблицы являются сезоны, столбцами — этапы соревнований. В каждой клетке указаны сокращённое название этапа и результат, дополнительно обозначенный цветом. Расшифровка обозначений и цветов представлена в нижеследующей таблице. |                                                                    |
| \| Пример \| Описание \| \| ------------ \| ------------------------------------------------------------------ \| \| 1 \| Победитель \| \| 2 \| Второе место \| \| 3 \| Третье место \| \| 5 \| Финишировал, заработав очки \| \| Сход \| Не финишировал, но при этом заработал очки \| \| 12 \| Финишировал, не получив очков \| \| НКЛ \| Финишировал, но не попал в финальную классификацию \| \| 15 \| Участвовал вне зачёта, либо по отдельной классификации \| \| 18 \| Не финишировал, но попал в финальную классификацию \| \| Сход \| Не финишировал \| \| НКВ \| Не прошёл квалификацию \| \| НПКВ \| Не прошёл предквалификацию \| \| ДСК \| Дисквалифицирован \| \| ИСК \| Исключён из протокола соревнований \| \| ТТ \| Заявлен для участия только в тренировках \| \| НС \| Участвовал в квалификации, но не стартовал в гонке \| \| Т \| Травмирован или болен \| \| ОТК \| Отказ от участия \| \| НТР \| Прибыл на соревнования, но на трассу не выезжал \| \| НПР \| Был заявлен в числе участников, но не прибыл к началу соревнований \| \| О \| Соревнования отменены \| \| \| Не участвовал \| \| Поул-позиция \| \| \| Быстрый круг \| \| |                                                                    |
| Пример | Описание                                                           |
| 1 | Победитель                                                         |
| 2 | Второе место                                                       |
| 3 | Третье место                                                       |
| 5 | Финишировал, заработав очки                                        |
| Сход | Не финишировал, но при этом заработал очки                         |
| 12 | Финишировал, не получив очков                                      |
| НКЛ | Финишировал, но не попал в финальную классификацию                 |
| 15 | Участвовал вне зачёта, либо по отдельной классификации             |
| 18 | Не финишировал, но попал в финальную классификацию                 |
| Сход | Не финишировал                                                     |
| НКВ | Не прошёл квалификацию                                             |
| НПКВ | Не прошёл предквалификацию                                         |
| ДСК | Дисквалифицирован                                                  |
| ИСК | Исключён из протокола соревнований                                 |
| ТТ | Заявлен для участия только в тренировках                           |
| НС | Участвовал в квалификации, но не стартовал в гонке                 |
| Т | Травмирован или болен                                              |
| ОТК | Отказ от участия                                                   |
| НТР | Прибыл на соревнования, но на трассу не выезжал                    |
| НПР | Был заявлен в числе участников, но не прибыл к началу соревнований |
| О | Соревнования отменены                                              |
| | Не участвовал                                                      |
| Поул-позиция |                                                                    |
| Быстрый круг |                                                                    |

| Год  | №  | 1       | 2       | 3       | 4          | 5        | 6       | 7        | 8       | 9       | 10      | 11      | 12      | 13      | 14         | 15      | 16      | Место | Очки |
| ---- | -- | ------- | ------- | ------- | ---------- | -------- | ------- | -------- | ------- | ------- | ------- | ------- | ------- | ------- | ---------- | ------- | ------- | ----- | ---- |
| 2009 | 15 | ВАЛ 1 4 | ВАЛ 2 6 | БРН 1 2 | БРН 2 Сход | СПА 1 18 | СПА 2 8 | БРХ 1 10 | БРХ 2 3 | ДОН 1 2 | ДОН 2 7 | ОШЕ 1 5 | ОШЕ 2 1 | ИМО 1 7 | ИМО 2 Сход | КАТ 1 2 | КАТ 2 7 | 3     | 59   |

### Результаты выступлений в Формуле-Рено 3.5
| Легенда к таблице |                                                                    |
| --- | ------------------------------------------------------------------ |
| В таблице перечислены результаты всех гонок, в которых принимал участие гонщик. Строками таблицы являются сезоны, столбцами — этапы соревнований. В каждой клетке указаны сокращённое название этапа и результат, дополнительно обозначенный цветом. Расшифровка обозначений и цветов представлена в нижеследующей таблице. |                                                                    |
| \| Пример \| Описание \| \| ------------ \| ------------------------------------------------------------------ \| \| 1 \| Победитель \| \| 2 \| Второе место \| \| 3 \| Третье место \| \| 5 \| Финишировал, заработав очки \| \| Сход \| Не финишировал, но при этом заработал очки \| \| 12 \| Финишировал, не получив очков \| \| НКЛ \| Финишировал, но не попал в финальную классификацию \| \| 15 \| Участвовал вне зачёта, либо по отдельной классификации \| \| 18 \| Не финишировал, но попал в финальную классификацию \| \| Сход \| Не финишировал \| \| НКВ \| Не прошёл квалификацию \| \| НПКВ \| Не прошёл предквалификацию \| \| ДСК \| Дисквалифицирован \| \| ИСК \| Исключён из протокола соревнований \| \| ТТ \| Заявлен для участия только в тренировках \| \| НС \| Участвовал в квалификации, но не стартовал в гонке \| \| Т \| Травмирован или болен \| \| ОТК \| Отказ от участия \| \| НТР \| Прибыл на соревнования, но на трассу не выезжал \| \| НПР \| Был заявлен в числе участников, но не прибыл к началу соревнований \| \| О \| Соревнования отменены \| \| \| Не участвовал \| \| Поул-позиция \| \| \| Быстрый круг \| \| |                                                                    |
| Пример | Описание                                                           |
| 1 | Победитель                                                         |
| 2 | Второе место                                                       |
| 3 | Третье место                                                       |
| 5 | Финишировал, заработав очки                                        |
| Сход | Не финишировал, но при этом заработал очки                         |
| 12 | Финишировал, не получив очков                                      |
| НКЛ | Финишировал, но не попал в финальную классификацию                 |
| 15 | Участвовал вне зачёта, либо по отдельной классификации             |
| 18 | Не финишировал, но попал в финальную классификацию                 |
| Сход | Не финишировал                                                     |
| НКВ | Не прошёл квалификацию                                             |
| НПКВ | Не прошёл предквалификацию                                         |
| ДСК | Дисквалифицирован                                                  |
| ИСК | Исключён из протокола соревнований                                 |
| ТТ | Заявлен для участия только в тренировках                           |
| НС | Участвовал в квалификации, но не стартовал в гонке                 |
| Т | Травмирован или болен                                              |
| ОТК | Отказ от участия                                                   |
| НТР | Прибыл на соревнования, но на трассу не выезжал                    |
| НПР | Был заявлен в числе участников, но не прибыл к началу соревнований |
| О | Соревнования отменены                                              |
| | Не участвовал                                                      |
| Поул-позиция |                                                                    |
| Быстрый круг |                                                                    |

| Год  | Команда       | 1          | 2          | 3          | 4        | 5          | 6          | 7          | 8          | 9        | 10         | 11         | 12         | 13       | 14         | 15         | 16         | 17       | Место | Очки |
| ---- | ------------- | ---------- | ---------- | ---------- | -------- | ---------- | ---------- | ---------- | ---------- | -------- | ---------- | ---------- | ---------- | -------- | ---------- | ---------- | ---------- | -------- | ----- | ---- |
| 2006 | Carlin        | ЗОЛ 1 13   | ЗОЛ 2 Сход | МОН 1 15   | ТУР 1 23 | ТУР 2      | МИЗ 1 7    | МИЗ 2 16   | СПА 1 Сход | СПА 2 6  | НЮР 1 3    | НЮР 2 21   | ДОН 1 7    | ДОН 2 9  | БУГ 1 19   | БУГ 2 Сход | КАТ 1 8    | КАТ 2 13 | 12-й  | 41   |
| 2007 | Carlin        | ИТА 1      | ИТА 2 19   | НЮР 1 Сход | НЮР 2 15 | МОН 1 7    | ВЕН 1 9    | ВЕН 2 20   | СПА 1 Сход | СПА 2 7  | ДОН 1 9    | ДОН 2 Сход | МАН 1 Сход | МАН 2 10 | ЭШТ 1 Сход | ЭШТ 2 14   | КАТ 1 5    | КАТ 2 13 | 12-й  | 44   |
| 2008 | Carlin        | ИТА 1 5    | ИТА 2 5    | СПА 1 5    | СПА 2 3  | МОН 1 6    | ВЕЛ 1 Сход | ВЕЛ 2 18   | ВЕН 1 9    | ВЕН 2 15 | НЮР 1 3    | НЮР 2 НС   | БУГ 1 6    | БУГ 2 4  | ЭШТ 1 9    | ЭШТ 2 23   | КАТ 1 2    | КАТ 2 14 | 5-й   | 73   |
| 2010 | Carlin        | АРА 1      | АРА 2 11   | СПА 1      | СПА 2 4  | МОН 1 2    | БРН 1 Сход | БРН 2 9    | МАН 1      | МАН 2 4  | ВЕН 1 2    | ВЕН 2 3    | ХОК 1 5    | ХОК 2 4  | ВЕЛ 1 6    | ВЕЛ 2 11   | КАТ 1 2    | КАТ 2 3  | 1-й   | 138  |
| 2011 | KMP Racing    | АРА 1      | АРА 2      | СПА 1      | СПА 2    | ИТА 1      | ИТА 2      | МОН 1      | НЮР 1      | НЮР 2    | ВЕН 1 11   | ВЕН 2 8    | ВЕЛ 1      | ВЕЛ 2    | ПОЛ 1      | ПОЛ 2      | КАТ 1      | КАТ 2    | 28-й  | 4    |
| 2012 | Team RFR      | АРА 1 Сход | АРА 2 11   | МОН 1 8    | СПА 1 4  | СПА 2 Сход | НЮР 1 13   | НЮР 2 6    | МСК 1 14   | МСК 2 9  | ВЕЛ 1 11†  | ВЕЛ 2 17†  | ВЕН 1 Сход | ВЕН 2 19 | ПОЛ 1 12   | ПОЛ 2 17   | КАТ 1 9    | КАТ 2    | 13-й  | 46   |
| 2013 | Tech 1 Racing | ИТА 1 15   | ИТА 2 14   | АРА 1 10   | АРА 2 11 | МОН 1 8    | СПА 1 14   | СПА 2 Сход | МСК 1 16   | МСК 2 5  | РБР 1 Сход | РБР 2 18   | ВЕН 1 5    | ВЕН 2 13 | ПОЛ 1 17†  | ПОЛ 2 6    | КАТ 1 Сход | КАТ 2 14 | 12-й  | 33   |

### Результаты выступлений в «Индикаре»
| Год  | Команда                      | Шасси        | Мотор | 1      | 2      | 3      | 4      | 5       | 6       | 7      | 8      | 9      | 10     | 11     | 12     | 13     | 14     | 15     | 16     | 17    | 18      | Место | Очки |
| ---- | ---------------------------- | ------------ | ----- | ------ | ------ | ------ | ------ | ------- | ------- | ------ | ------ | ------ | ------ | ------ | ------ | ------ | ------ | ------ | ------ | ----- | ------- | ----- | ---- |
| 2014 | Schmidt Peterson Motorsports | Dallara DW12 | Honda | STP 12 | LBH 6  | ALA 22 | IMS 25 | INDY 21 | DET 17  | DET 7  | TXS 7  | HOU 23 | HOU 2  | POC 7  | IOW 21 | TOR 11 | TOR 23 | MDO 14 | MIL 8  | SNM 7 | FON DNS | 16-й  | 372  |
| 2015 | Schmidt Peterson Motorsports | Dallara DW12 | Honda | STP    | NLA    | LBH    | ALA    | IMS     | INDY    | DET    | DET    | TXS    | TOR    | FON    | MIL    | IOW    | MDO    | POC    | SNM 10 |       |         | 33-й  | 40   |
| 2016 | Schmidt Peterson Motorsports | Dallara DW12 | Honda | STP 5  | PHX 17 | LBH 16 | ALA 17 | IMS 13  | INDY 27 | DET 15 | DET 17 | RDA 16 | IOW 5  | TOR 6  | MDO 17 | POC 2  | TXS 16 | WGL 22 | SNM 11 |       |         | 15-й  | 347  |
| 2017 | Schmidt Peterson Motorsports | Dallara DW12 | Honda | STP 14 | LBH 12 | ALA 10 | PHX 17 | IMS 18  | INDY 13 | DET 6  | DET 16 | TXS 15 | RDA 10 | IOW 21 | TOR    | MDO 14 | POC    | GTW    | WGL    | SNM   |         | 19-й  | 237  |

#### 500 миль Индианаполиса
| Год  | Команда                               | Шасси   | Мотор | Старт | Финиш |
| ---- | ------------------------------------- | ------- | ----- | ----- | ----- |
| 2014 | Schmidt Peterson Hamilton Motorsports | Dallara | Honda | 15    | 21    |
| 2016 | Schmidt Peterson Motorsports          | Dallara | Honda | 7     | 27    |
| 2017 | Schmidt Peterson Motorsports          | Dallara | Honda | 13    | 13    |

### Результаты выступлений в 24 часах Ле-Мана
| Год  | Команда    | Партнёры                        | Машина                     | Класс | Круги | Общ. рез. | Рез. в классе |
| ---- | ---------- | ------------------------------- | -------------------------- | ----- | ----- | --------- | ------------- |
| 2015 | SMP Racing | Кирилл Ладыгин Антон Ладыгин    | BR Engineering BR01-Nissan | LMP2  | 322   | 33        | 13            |
| 2016 | SMP Racing | Маурицио Медиани Николя Минасян | BR Engineering BR01-Nissan | LMP2  | 347   | 11        | 7             |
| 2017 | SMP Racing | Сергей Сироткин Виктор Шайтар   | Dallara P217-Gibson        | LMP2  | 330   | 33        | 16            |
| 2018 | SMP Racing | Виталий Петров Дженсон Баттон   | BR Engineering BR01-AER    | LMP1  | 315   | DNF       | DNF           |
| 2019 | SMP Racing | Виталий Петров Стоффель Вандорн | BR Engineering BR01-AER    | LMP1  | 379   | 3         | 3             |